# 1423 Jose
1423 Jose eller 1936 QM är en asteroid i huvudbältet, som upptäcktes den 28 augusti 1936 av den belgiske astronomen Joseph Hunaerts i Uccle. Den har fått sitt namn efter en dotter till den italienska astronomen Giuseppe Bianchi.
Asteroiden har en diameter på ungefär 19 kilometer och den tillhör asteroidgruppen Koronis.